# Fukudžin
Fukudžin (anglicky Fukujin Seamount) je jeden ze série podmořských vulkánů v Pacifiku, rozkládajících se v úzkém pásu podél Marianského příkopu mezi ostrovním řetězcem Izu a Severními Marianami. V 20. století bylo pozorováno několik erupcí, poslední v roce 1974.
Je součástí Chráněného přírodního mořského výtvoru Marianský příkop (anglicky Marianas Trench Marine National Monument).